# Ignat Biły
Ignat Archipowicz Biły, ros. Игнат Архипович Билый (ur. 1 stycznia 1887 r. w stanicy Olginskaja, zm. w 1973 r. w USA) – rosyjski, a następnie kozacki działacz państwowy, emigracyjny działacz narodowy, publicysta
Po ukończeniu 3-letniej szkoły stanicznej w stanicy Olginskaja został praktykantem u pisarza stanicznego G. I. Plisa. W 1907 r. ukończył kubańskie seminarium nauczycielskie w Jekaterynodarze, zaś w 1912 r. studia fizyczno-matematyczne na uniwersytecie w Sankt Petersburgu. W tym samym roku wybrano go delegatem na tamański zjazd oddziałowy, na którym skierowano go na zjazd obłastny, wybierający posłów do Dumy Państwowej. Od 1913 r. I. A. Biły pracował jako nauczyciel matematyki w szkole realnej w Jekaterynodarze. Współzakładał pismo "Kubanskaja Mysl", pisząc potem do niego artykuły. Po pewnym czasie został przewodniczącym Stowarzyszenia Uczących i Uczonych Kubania i Czarnomorza. Na pocz. 1917 r. zaangażował się w działalność polityczną. Na pocz. marca tego roku został członkiem Tymczasowego Kubańskiego Obłastnego Komitetu Wykonawczego, gdzie stanął na czele oddziału tamańskiego. Następnie był przedstawicielem stanicy Olginskaja na 1 Kubańskim Zjeździe Obłastnym. Ponadto wszedł w skład Kubańskiej Rady Wojskowej i Kubańskiego Rządu Wojskowego. Pod koniec września brał udział w konferencji kozackiej, na której utworzono Związek Południowo-Wschodni. Następnie został przedstawicielem stanicy Olginskaja w Kubańskiej Radzie Krajowej. W listopadzie-grudniu z ramienia Związku Południowo-Wschodniego wysłano go do Kijowa. W czerwcu 1918 r. wszedł w skład delegacji Kubańskiej Rady Ustawodawczej do gen. Antona I. Denikina, głównodowodzącego wojskami Białych. Po powrocie na Kubań ponownie został delegatem na Kubańską Radę Krajową. W grudniu w składzie delegacji Kozaków kubańskich wyjechał do Paryża na konferencję pokojową. W czerwcu 1919 r. uczestniczył w zjeździe kozackim w Rostowie nad Donem. Od pocz. stycznia do pocz. marca 1920 r. brał udział jako delegat Kozaków kubańskich w Kręgu Wierchownym Donu-Kubania-Tereku, zostając członkiem komisji konstytucyjnej. Pod koniec marca tego roku skierowano go do Tyflisu, na rozmowy z władzami Gruzji, zaś w lipcu na rozmowy z Polakami i Ukraińcami. Po zawarciu przez Polskę z bolszewikami traktatu ryskiego w marcu 1921 r., pozostał na terytorium II Rzeczypospolitej. Zamieszkał w Warszawie, współpracując z misją Dońskiego Kręgu Wojskowego, przybyłą z Bułgarii w poł. 1921 r. Od pocz. sierpnia tego roku do pocz. maja 1922 r. współredagował pismo "Gołos Kazaczestwa". W październiku tego roku wyjechał do Czechosłowacji, gdzie rozpoczął studia na wydziale inżynieryjno-budowlanym politechniki w Pradze. Jednocześnie pełnił funkcję asystenta na katedrze hydrotechniki w Ukraińskiej Akademii Gospodarczej w Podiebradach. W 1927 r. współzakładał Kozackie Centrum Narodowe. Od poł. grudnia tego roku był redaktorem jego organu prasowego "Wolnoje Kazaczestwo". Po rozpadzie Centrum wybrano go w lipcu 1935 r. atamanem marszowym Kozaków kubańskich. Po ataku wojsk niemieckich na Polskę 1 września 1939 r., przebywając we Francji, został internowany, pomimo tego, że przedstawiał się jako zwolennik państw zachodnich. Wkrótce przeniesiono go do obozu do Algieru, gdzie wyszedł na wolność na pocz. stycznia 1943 r. Po zakończeniu wojny kontynuował działalność w separatystycznym ruchu kozackim. Latem 1948 r. w Monachium ponownie wybrano atamanem wierchownym Kozaków kubańskich. Od kwietnia 1951 r. wydawał pismo "Kazak". W 1958 r. wyemigrował do USA.